# Telesfor Grewling
Telesfor Grewling (ur. 24 lipca 1932 w Słonimiu, zm. 27 września 1952 w Warszawie) – żołnierz NSZ.

## Życiorys
Syn Tomasza i Heleny z Nasutów. Nocą z 18 na 19 marca 1951 opuścił macierzystą jednostkę wojskową w Olsztynie, zabierając broń i zamierzając przedostać się na Zachód lub – gdyby okazało się to niemożliwe – założyć oddział leśny walczący z narzuconą władzą. Napisał i wydrukował ulotkę pt. „Główna Kwatera Wolnej Korony Polskiej”. Ujęty przez UB, lecz 10 maja 1951 zdołał zbiec z aresztu. Odtąd ścigany aż do chwili aresztowania 26 stycznia 1952. 30 maja 1952 Wojskowy Sąd Okręgowy w Warszawie So.252/52 pod przewodnictwem mjr. Wierzbickiego skazał go na podstawie art.186 § 3 Dekretu z 13.06.1946 na karę śmierci. Telesfor Grewling został stracony w więzieniu mokotowskim 27 września 1952.
Jego dokładne miejsce pochówku jest nieznane. Grób symboliczny znajduje się na Cmentarzu Wojskowym w Kwaterze „na Łączce”.